# Heterusia deficiens
Heterusia deficiens är en fjärilsart som beskrevs av Thierry-mieg 1893. Heterusia deficiens ingår i släktet Heterusia och familjen mätare. Inga underarter finns listade i Catalogue of Life.